# THE LEGEND (TM NETWORKのアルバム)
『THE LEGEND』（ザ・レジェンド）は、2003年1月1日にリリースされたTM NETWORKのベスト・アルバム。

## 解説
1984年から1994年まで彼らの所属レコード会社であったエピックレコードジャパンの創立25周年を記念して、1980年代当時、同社に所属していた11アーティストの同名ベスト・アルバムシリーズの1つ。
本作には1984年のデビュー・シングル『金曜日のライオン (Take it to the lucky)』から1987年のアルバム『humansystem』までに発売された楽曲から14曲が選曲されている。
全曲デジタル・リマスタリング。

## 収録曲
| 全編曲: 小室哲哉。 |                                                      |            |                    |       |
| #                  | タイトル                                             | 作詞       | 作曲               | 時間  |
| 1.                 | 「Come on Let's Dance (This is the FANKS DYNA-MIX)」 | 神沢礼江   | 小室哲哉           | 4:55  |
| 2.                 | 「Your Song ("D"Mix)」                               | 小室哲哉   | 小室哲哉、木根尚登 | 6:38  |
| 3.                 | 「NERVOUS」                                          | 川村真澄   | 小室哲哉           | 4:46  |
| 4.                 | 「Be Together」                                      | 小室みつ子 | 小室哲哉           | 4:11  |
| 5.                 | 「Resistance」                                       | 小室みつ子 | 小室哲哉           | 4:52  |
| 6.                 | 「TIME PASSED ME BY」                                | 小室みつ子 | 木根尚登           | 4:05  |
| 7.                 | 「HERE, THERE & EVERYWHERE」                         | 小室哲哉   | 小室哲哉           | 3:48  |
| 8.                 | 「SELF CONTROL」                                     | 小室みつ子 | 小室哲哉           | 4:37  |
| 9.                 | 「Get Wild」                                         | 小室みつ子 | 小室哲哉           | 3:59  |
| 10.                | 「金曜日のライオン」                                 | 小室哲哉   | 小室哲哉           | 4:29  |
| 11.                | 「8月の長い夜」                                      | 三浦徳子   | 小室哲哉           | 4:55  |
| 12.                | 「FANTASTIC VISION」                                 | 小室哲哉   | 小室哲哉           | 5:27  |
| 13.                | 「雨に誓って 〜SAINT RAIN〜」                        | 西門加里   | 小室哲哉、木根尚登 | 4:18  |
| 14.                | 「ELECTRIC PROPHET （電気じかけの予言者）」          | 小室哲哉   | 小室哲哉、木根尚登 | 8:46  |
| 合計時間:          | 合計時間:                                            | 合計時間:  | 合計時間:          | 69:46 |

## 曲解説
1. Come on Let's Dance (This is the FANKS DYNA-MIX)
6thシングル。
2. Your Song ("D"Mix)
5thシングル。
3. NERVOUS
3rdアルバム『GORILLA』収録曲。
4. Be Together
5thアルバム『humansystem』収録曲。およびシングル「Get Wild (再発盤)」のカップリング曲。
5. Resistance
12thシングル。5thアルバム『humansystem』収録曲。
6. TIME PASSED ME BY 　
4thアルバム『Self Control』収録曲。
7. HERE, THERE & EVERYWHERE
4thアルバム『Self Control』収録曲。
8. SELF CONTROL
9thシングル。シングル・ヴァージョンで収録。
9. Get Wild
10thシングル。
10. 金曜日のライオン
  - 作詞・作曲：小室哲哉

1stシングル。シングル・ヴァージョンで収録。
11. 8月の長い夜
2ndアルバム『CHILDHOOD'S END』収録曲。
12. FANTASTIC VISION
3rdシングル「アクシデント」のカップリング曲。および2ndアルバム『CHILDHOOD'S END』収録曲。
13. 雨に誓って 〜SAINT RAIN〜
7thシングル「GIRL」のカップリング曲。および3rdアルバム『GORILLA』収録曲。
14. ELECTRIC PROPHET （電気じかけの予言者）
ミニ・アルバム『TWINKLE NIGHT』収録曲。